# Pozzoleone
Pozzoleone (velenceiül Posołeon vagy Posoeon) település Olaszországban, Veneto régióban, Vicenza megyében. Lakosainak száma 2767 fő (2023. január 1.). Pozzoleone Bressanvido, Carmignano di Brenta, Cartigliano, Cittadella, Nove, San Pietro in Gu, Sandrigo, Schiavon és Tezze sul Brenta községekkel határos.

## Népesség
A település népességének változása:
| Lakosok száma | 2784 | 2780 | 2767 |
|               | 2017 | 2018 | 2023 |